# Festival international du film de Moscou 2003
Le 25e festival international du film de Moscou a lieu du 19 au 29 juin 2003. Le St. George d'or est attribué au film italo-espagnol The End of a Mystery réalisé par Miguel Hermoso.

## Jury
- Sergueï Bodrov (Russie – président du jury)
- Agnieszka Holland (Pologne)
- Ken Russell (Grande-Bretagne)
- Moritz Bleibtreu (Allemagne)
- Babak Payami (Iran)
- Mika Kaurismäki (Finlande)
- Olga Budina (Russie)

## Films en compétition
Les films suivants sont sélectionnés pour la compétition principale :
| Titre anglais ou français             | Titre original                        | Réalisateur(s)                        | Pays d'origine                     |
| ------------------------------------- | ------------------------------------- | ------------------------------------- | ---------------------------------- |
| Malamor                               | Malamor                               | Jorge Echeverry                       | Colombie                           |
| Petersburg                            | Petersburg                            | Irina Yevteyeva                       | Russie                             |
| La Promenade                          | Progulka                              | Alexei Uchitel                        | Russie                             |
| Warming Up Yesterday's Lunch          | Podgryavane na vcherashniya obed      | Kostadin Bonev                        | Bulgarie, Macédoine                |
| Skagerrak                             | Skagerrak                             | Søren Kragh-Jacobsen                  | Royaume-Uni, Suède, Danemark       |
| Owl                                   | Fukurō                                | Kaneto Shindō                         | Japon                              |
| Save the Green Planet!                | Jigureul jikyeora!                    | Jang Joon-hwan                        | Corée du Sud                       |
| Danse dans la poussière               | Raghs dar chobar                      | Asghar Farhadi                        | Iran                               |
| La Mort d'un roi                      | To Kill a King                        | Mike Barker                           | Royaume-Uni, États-Unis, Allemagne |
| Seule la mort peut m'arrêter          | I'll Sleep When I'm Dead              | Mike Hodges                           | Royaume-Uni, États-Unis            |
| Eila                                  | Eila                                  | Jarmo Lampela                         | Finlande                           |
| Yu                                    | Yu                                    | Franz Novotny                         | Autriche                           |
| La luz prodigiosa                     | La luz prodigiosa                     | Miguel Hermoso                        | Italie, Espagne                    |
| Past Perfect                          | Passato prossimo                      | Maria Sole Tognazzi                   | Italie                             |
| Que sera, sera                        | Seja o Que Deus Quiser                | Murilo Salles                         | Brésil                             |
| Koktebel                              | Коктебель                             | Alekseï Popogrebski, Boris Khlebnikov | Russie                             |
| Il est plus facile pour un chameau... | Il est plus facile pour un chameau... | Valeria Bruni Tedeschi                | France                             |
| Moonlight                             | Moonlight                             | Paula van der Oest                    | Allemagne, Royaume-Uni, Pays-Bas   |
| A Long Weekend in Pest and Buda       | Egy hét Pesten és Budán               | Károly Makk                           | Hongrie                            |

## Prix
- St. George d'or : La luz prodigiosa de Miguel Hermoso
- St. George spécial d'argent : Koktebel d'Alekseï Popogrebski et Boris Khlebnikov
- St.George d'argent :
  - Meilleur réalisateur : Jang Joon-hwan pour Save the Green Planet!
  - Meilleur acteur : Faramarz Gharibian pour Danse dans la poussière
  - Meilleure actrice : Shinobu Ōtake pour Owl
- Prix spécial pour sa contribution exceptionnelle au monde du cinéma : Kaneto Shindō
- Prix Stanislavski: Fanny Ardant

## Source de la traduction
- (en) Cet article est partiellement ou en totalité issu de l’article de Wikipédia en anglais intitulé « 25th Moscow International Film Festival » (voir la liste des auteurs).